# Fraijanes
Fraijanes é uma cidade da Guatemala do departamento de Guatemala.